# طابع الملكة الكبير 2 سنت
طابع الملكة الكبير ذو السنتين على ورق مصقول هو أندر طابع بريد كندي. طُبع في عام 1868، ولم يُكتشف إلا عام 1925، وحتى الآن لم يُعثر إلا على ثلاثة طوابع منهُ، جميعها مستعملة. قد يكون هناك المزيد، ولكن لا بد من طباعة صفحة واحدة على الأقل، وربما عدة صفحات؛ ومع ذلك، ربما تكون جميعها قد دُمرت وأتلفت، أو لا تزال مجهولة في مجموعات هواة جمع الطوابع أو ملصقة على غلاف الرسائل.

## خلفية تاريخية
كانت طوابع الملكة الكبيرة أول إصدار أصدرته كندا؛ وقد سُميت بهذا الاسم لتمييزها عن إصدارات عام 1870 من طوابع (الملكة الصغيرة) التي كانت مشابهة للأولى في المظهر ولكنها أصغر حجمًا. كانت طوابع الملكة الكبيرة تُطبع عادةً على ورق منسوج، ولكن طُبعت أيضًا فئات 1 سنت و2 سنت و3 سنتات على ورق أقل طلبًا. كانت عملات 1 سنت و3 سنتات المطبوعة على ورق معروفة منذ زمن طويل، وإن كانت نادرة.
يُدرج (دليل طوابع يونيتريد المتخصص للطوابع الكندية) طابع رقم 32 في دليل سكوت للطوابع، وهو طابع الملكة الكبير ذو الورق المقوى بسنتين، بسعر 250,000 دولار أمريكي. وكان آخر سعر مسجل في المزاد 247,500 دولار أمريكي.

## الطبعة الأولى
أُبلغ عن الطابع لأول مرة عام 1925، على الرغم من تشكيك العديد من الجهات الرسمية فيه، ولم يُدرجه دليل سكوت للطوابع حتى عقد الثلاثينيات من القرن العشرين. ووفقًا لمقال نُشر في مجلة BNA Topics للربع الأول من عام 2014 بقلم جلين آرتشر، فإن النموذج الثاني المعروف يحمل ختمًا برقم 5 ذي حلقتين، وقد اكتُشف عام 1935 في تركة تاجر الطوابع الإنجليزي جيه دبليو ويستثورب. ووفقًا لمقال نُشر في صحيفة Globe and Mail في 18نوفمبر 1971 بقلم دوغلاس باتريك، بيع هذا النموذج مقابل 25 ألف دولار أمريكي لتاجر طوابع من نيويورك روبرت ليمان، في مزاد مجموعة جيه. إن. سيسونز في فيرث. في عام 1986، حصل تاجر الطوابع في فانكوفر، دانيال إيتون، على هذا الطابع الورقي ذي الـ 2 سنت من ستانلي غيبونز في لندن، وباعه إلى تاجر الطوابع في لوس أنجلوس، جورج هولشاور، مقابل 90 ألف دولار. وذكرت مقالة صحيفة جلوب آند ميل عام 1971 أن أ.ل. مايكل، من ستانلي غيبونز، كان صاحب أقل سعر في مزاد عام 1971. ووفقًا لإيتون، باعت مجموعة ستانلي غيبونز الطابع عام 1986 نيابةً عن جون دوبونت، الذي كان يجمع الطوابع الكندية مستخدمًا الاسم المستعار جون فوكسبريدج.

## الطبعة الثانية

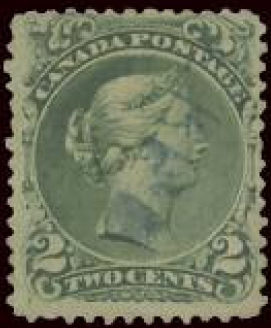
النسخة الثانية من الطابع البريدي مع الإلغاء المسجل.

اشترى كازيمير بيليسكي النسخة الثانية من الطابع في مزاد لويس ريفورد في أكتوبر 1950، مقابل 3800 دولار. وكانت هذه النسخة أيضًا ضمن مجموعة فيراري. حصل دانيال إيتون على الطابع من كازيمير بيليسكي، ثم باعه أو قايضه إلى جون جيميسون مقابل 150,000 دولار. ثم باعه جيميسون إلى روبرت دارلينج الابن. في عام 1998، وانتهى بهِ المطاف ضمن مجموعة رون بريغهام الحائزة على جوائز.
تنص شهادة من لجنة الخبراء التابعة للجمعية الملكية لهواة جمع الطوابع في لندن على ما يلي: رقم 18955، 12 ديسمبر 1935. فحصنا الطابع المرفق "كندا: 1868-1872، سنتان، أخضر زمردي باهت، على ورق مصقول، مثقوب 12، (SG 57 A)، طابع مستعمل، أرسله الدكتور لويس ل. ريفورد. مرفقة صورة له، ونعتقد أنه أصلي."
مرجع الصورة: كونفدرالية، النشرة الإخبارية لمجموعة دراسة الملكات الكبيرة والصغيرة، العدد 7، مارس 1998، الصفحة 4. (هذه مجموعة دراسة تابعة للجمعية البريطانية لهواة جمع الطوابع في أمريكا الشمالية، وتتوفر نسخ PDF من النشرة الإخبارية على موقعها الإلكتروني).
عُرض هذا النموذج في مزاد علني من قِبل رون بريغهام في فبراير 2014. قُدِّر سعره بـ 900000 دولار أمريكي، وبيع بمبلغ 475000 دولار أمريكي.

## الطبعة الثالثة
أُعلن في 16 يوليو 2013 أن مؤسسة غرين أصدرت شهادة أصالة لطابع بريدي كندي كبير من فئة سنتين، مطبوع عليهِ ورق مزخرف، يحمل اسم سكوت رقم 32. هذه هي النسخة الثالثة المعروفة فقط من هذا الطابع، وأول نسخة تُرى منذ أن فحصت الجمعية الملكية لهواة جمع الطوابع في لندن النسختين الموجودتين عام 1935. ووفقًا لخبر رئيسي في مجلة Canadian Stamp News، عُثر على النسخة الثالثة من فئة سنتين، المطبوعة على ورق مزخرف، في دفتر مبيعات الجمعية الأمريكية لهواة جمع الطوابع، وتم شراؤها بأقل من 5 دولارات.
تنص شهادة مؤسسة فينسنت جريفز غرين لأبحاث طوابع البريد رقم G 20118 على ما يلي:
التاريخ: 24 يونيو 2013
التعليقات: كندا سكوت رقم 32، مُستعملة، على ورق أفقي، سمكها ٠٫٠٠36 بوصة، أصلية، بها طيّتان قطريتان، تمزق داخلي على الجانب الأيمن، مؤرخة بـ
هاميلتون إم آر 16، 1870.
مع ذلك، ذكرت مقالة في مجلة BNA Topics للربع الأول من عام 2014 أن سعرها كان 60 دولارًا أمريكيًا، وأن المشتري هو جامع التحف الأمريكي مايكل د. سميث. الطابع ممزق ومجعد، ويحمل ختم "هاميلتون سي دبليو" (كندا الغربية) من عام ١٨٧٠. حقق هذا النموذج مبلغ 215000 دولار أمريكي، بالإضافة إلى 15٪ من علاوة المشتري (247250 دولارًا أمريكيًا)، في المزاد الشرقي الذي أقامهُ غاري ليون في 18 أكتوبر 2014.

## روابط خارجية
- Canada 2c Large Queen on laid paper value
- Royal Philatelic Society of Canada Large Queen issues
- Canada.com
- Allnationsstampandcoin.com
- Ottawacitizen.com
- Rare Canadian stamp could be worth $1 million
- Full expertising report from the Greene Foundation on the third copy. Archived here.
- http://bnaps.org/hhl/newsletters/lsq/lsq-1998-03-w007.pdf